# Cimera coreana de 2007
La Cimera coreana de 2007 es va celebrar entre el 2 d'octubre i el 4 d'octubre, a Pyongyang, entre el president Roh Moo-hyun de la República de Corea i Kim Jong-il de la República Popular Democràtica de Corea (RPDC). Va ser la segona cimera inter-coreana després de la cimera coreana de 2000. També s'anomena la Cimera intercoreana 10.4. Com a resultat de les negociacions, ambdues parts van anunciar una declaració per al desenvolupament de les relacions intercoreanes així com la pau i la prosperitat.

## Cimera
El 8 d'agost de 2007, la República de Corea (Corea del Sud) i la República Popular Democràtica de Corea (Corea del Nord) van anunciar que la segona cimera entre Corea del Sud se celebraria del 28 d'agost al 30 d'agost de 2007.
No obstant això, el 18 d'agost de 2007, Corea del Nord les ajornà a causa de les inundacions. Corea del Sud va proposar celebrar la Cimera entre el 2 d'octubre i el 4 d'octubre de 2007.
El 2 d'octubre de 2007, a les 9:05, el president de Corea del Sud, Roh Moo-hyun, va recórrer la Zona Demilitaritzada de Corea per viatjar a Pyongyang per conversar amb Kim Jong-il. A diferència de la primera Cimera, el president Noh va arribar a la localització de la Cimera per trerra, per l'autopista entre Kaesung i Pyongyang. Durant la visita, hi va haver una sèrie de reunions i discussions entre ambdós líders.
Durant les reunions i converses, les dues parts van reafirmar l'esperit de la Declaració Conjunta Nord-Sud del 15 de juny del 2000 i van discutir sobre diversos temes relacionats amb l'avanç de les relacions Sud-Nord, la pau a la Península de Corea, la prosperitat comuna del poble coreà i la unificació de Corea. El 4 d'octubre de 2007, el president de Corea del Sud Roh Moo-hyun i el líder norcoreà, Kim Jong-il, van signar la declaració de pau. El document va demanar converses internacionals per substituir l'armistici, un tractat permanent de pau, que va acabar amb la guerra de Corea.

### Regals
- Kim Jong-il va lliurar al seu homòleg de quatre tones de bolets Matsutake amb un valor de fins a 2,6 milions de dòlars. Kim Jong-il tenia 500 caixes de bolets a la frontera perquè el president Roh se les emportés després de la cimera de tres dies.

- Roh Moo-hyun havia donat a Kim Jong-il una col·lecció de pel·lícules i drames de televisió de Corea del Sud que incloïen la seva actriu preferida Elizabeth Taylor, normalment prohibida al nord, així com una pantalla plegable pintada i un joc de te.[4]